# 5. Zerstörerflottille (Kriegsmarine)
Die 5. Zerstörerflottille war ein militärischer Verband der deutschen Kriegsmarine im Zweiten Weltkrieg.

## Geschichte
Nachdem aber ein Großteil der deutschen Zerstörer bei der Schlacht um Narvik Mitte April 1940 zerstört oder zumindest beschädigt worden waren, wurde im Mai 1940 die 5. und 6. Zerstörerflottille aufgestellt, welche die noch einsatzfähigen deutschen Zerstörer aufnahmen. Am 18. April 1940 wurde die 1. Zerstörerflottille aufgelöst. Die übriggebliebenen Zerstörer wurden zur Aufstellung der 5. Zerstörerflottille verwendet. Die 5. Zerstörerflottille erhielt Z 4 Richard Beitzen, Z 14 Friedrich Ihn, Z 15 Erich Steinbrinck und Z 16 Friedrich Eckoldt zugeteilt. Die Unterstellung erfolgte unter den Führer der Zerstörer.
Bis 1941 wurde die Flottille im Westraum eingesetzt, kam im gleichen Jahr in den Nordraum, um hier Angriffe auf alliierte Geleitzüge vorzunehmen und die Sicherung eigener Geleite durchzuführen. 1942 wurde die Flottille wieder in den Westraum verlegt und kam 1944 in den Skagerrak. Die der Flottille unterstellten Zerstörer wurden den einzelnen Unternehmen zugewiesen.
Im Mai 1941 war der Zerstörer Z 16 im Rahmen des Unternehmens Rheinübung auf einer Teilstrecke zur Absicherung der Bismarck und der Prinz Eugen eingesetzt. Beim Unternehmen Cerberus (Rückführung der Schlachtschiffe Scharnhorst und Gneisenau und des Schweren Kreuzers Prinz Eugen nach Deutschland) kamen im Februar 1942 Z 4 und Z 14 zum Einsatz. Beide Schiffe waren auch gemeinsam mit der Prinz Eugen beim Unternehmen Sportpalast eingesetzt.
Im August 1942 waren Zerstörer der 5. Zerstörerflottille beim Unternehmen Wunderland eingesetzt. Dabei kamen die Admiral Scheer gemeinsam mit Z 4, Z 15 und Z 16 zum Einsatz, welche aber bereits einen Tag nach Einsatzbeginn wieder den Rückmarsch antraten. Im September 1942 war die Flottille gemeinsam mit der 6. Zerstörerflottille beim Unternehmen Sizilien eingesetzt.
Ende Dezember 1942 begann das Unternehmen Regenbogen, wobei von der 5. Zerstörerflottille Z 4 und Z 16 eingesetzt wurden. Der Flottillenchef Schemmel schiffte sich auf Z 16 ein, welche für die Geleitsicherung der Admiral Hipper eingeteilt war. Während der Schlacht in der Barentssee wurde durch die Z 16 die Sheffield mit der Admiral Hipper verwechselte, sodass Z 16 fälschlicherweise eine Position in der Nähe des britischen Kreuzers einnahm, woraufhin der Zerstörer mit der gesamten Besatzung innerhalb weniger Minuten von der Sheffield versenkt wurde. Der Flottillenchef Schemmel und der Flottillenstab kamen beim Untergang ums Leben.
Als Ersatz für die versenkte Z 16 kam Ende Dezember 1942 ZH 1 zur Flottille, wurde aber im darauffolgenden Jahr bereits wieder abgegeben.

## Zugehörige Einheiten
- Z 4 Richard Beitzen
- Z 14 Friedrich Ihn
- Z 15 Erich Steinbrinck
- Z 16 Friedrich Eckoldt, am 31. Dezember 1942 versenkt
- ZH 1

## Flottillenchefs
- Fregattenkapitän Alfred Schemmel: von der Aufstellung bis August 1940
- Kapitän zur See Fritz Berger: von August 1940 bis Juli 1942, vorher letzter Chef der 1. Zerstörerflottille
- Kapitän zur See Alfred Schemmel: von Juli 1942 bis Dezember 1942 (†)
- unbesetzt: Januar/Februar 1943
- Fregattenkapitän/Kapitän zur See Max-Eckart Wolff: von Februar 1943 bis Februar 1944
- Kapitän zur See Theodor von Mauchenheim: von Februar 1944 bis April 1944 mit der Wahrnehmung der Geschäfte beauftragt
- Kapitän zur See Georg Langheld: von April 1944 bis Kriegsende